# Pau Castell i Granados
Pau Castell i Granados (Tremp, 1984) és un historiador català i professor del Departament d'Història Medieval, Paleografia i Diplomàtica de la Universitat de Barcelona. Està especialitzat en la Història de la cacera de bruixes, tema al que va dedicar la seva tesi doctoral, premiada per la Fundació Noguera i per l'Institut d'Estudis Catalans. Ha publicat diversos articles i llibres, i ha participat i coordinat diversos projectes de recerca dedicats a la cacera de bruixes als Països Catalans, a l'edició de fonts medievals i modernes i a la història del Pallars.